# José Salvador Alvarenga
José Salvador Alvarenga (født 1975) er navnet på en skibbruden fisker stammende fra El Salvador, som natten mellem 29. og 30. januar 2014 strandede på en ubeboet Ebon-atol, en af Marshalløerne i det vestlige Stillehav, efter en utrolig færd i en 7 meter lang åben fiskerbåd af glasfiber.
Den ulyksalige fisketur menes at være begyndt 17. november 2012 ved Costa Azul, Chiapas-regionen i det sydlige Mexico, men efter en storm og havareret påhængsmotor, drev Alvarenga hjælpeløst med havstrømmen i over 14 måneder, en færd på 8.900 km i luftlinje, hvor fiskerkammeraten Ezequiel efter nogen måneder døde og kastedes overbord.
Efter at have hvilet på stranden opdagede Alvarenga, tidligt om morgenen den 30. januar, en lille hytte på en naboatol med 2 beboere, som han råbte op. De indså straks, at han havde lidt skibbrud og behøvede hjælp.
Lokalbefolkningen på under 300 mennesker på Ebon-atollerne forstod ikke spansk, så det blev tilfældigvis den norske antropologi-student Ola Fjeldstad, som de første par dage efter redningen blev fortrolig med den noget konfuse mands utrolige historie, indtil han kunne få hospitalsbehandling i Majuro og senere genforenes med sin familie i El Salvador.